# Trichilia gilgiana
Trichilia gilgiana är en tvåhjärtbladig växtart som beskrevs av Hermann August Theodor Harms. Trichilia gilgiana ingår i släktet Trichilia och familjen Meliaceae. Inga underarter finns listade i Catalogue of Life.